# Motion control (regeltechniek)
Motion control is het gecontroleerd verplaatsen van een object naar een bepaalde positie. Van belang hierbij zijn de gecontroleerde snelheid, versnelling en vertraging. De Motion Controller is een besturing die gebruikmaakt van een of meer servo- of stappenmotorensystemen. De beweging is vaak programmeerbaar in de besturing. De servosystemen zetten de opdracht van de besturing om in een mechanische verplaatsing. Wanneer er gelijktijdige bewegingen zijn, is er vaak een nauwkeurige onderlinge relatie. Toepassingen vindt men bijvoorbeeld in geavanceerde verpakkingsmachines, robotica, CNC en pick and place toepassingen. 
Een servosysteem wordt in de regeltechniek beschreven als een volgsysteem. De functie van een servosysteem is het snel en/of nauwkeurig volgen van een gegeven taak. Kenmerkende grootheden van een servosysteem zijn nauwkeurigheid en bandbreedte. Om dit gedrag te verkrijgen wordt de actuele situatie gemeten, teruggekoppeld en naar de gewenste situatie geregeld. Een servosysteem wordt voor de benodigde performance bij het ontwerp geoptimaliseerd en ingeregeld bij de inbedrijfname van de toepassing. Bodediagrammen, stapresponsie en Nyquist diagrammen kunnen behulpzaam zijn om de juiste instelling van de PI regeling te vinden. Voor het verhogen van de dynamische nauwkeurigheid worden ook feedforwards voor de snelheid en acceleratie/deceleratie toegepast. 